# Pisa Sporting Club 1977-1978
Questa voce raccoglie le informazioni riguardanti il Pisa Sporting Club nelle competizioni ufficiali della stagione 1977-1978.

## Rosa
| N. |                   | Ruolo | Calciatore          |
| -- | ----------------- | ----- | ------------------- |
|    | Italia (bandiera) | D     | Bruno Baiardo       |
|    | Italia (bandiera) | C     | Antonio Baldoni     |
|    | Italia (bandiera) | A     | Giorgio Barbana     |
|    | Italia (bandiera) | C     | Piero Bencini       |
|    | Italia (bandiera) | C     | Enrico Cannata      |
|    | Italia (bandiera) | P     | Walter Ciappi       |
|    | Italia (bandiera) | A     | Sergio Cini         |
|    | Italia (bandiera) | A     | Claudio Di Prete    |
|    | Italia (bandiera) | D     | Emer Franceschi     |
|    | Italia (bandiera) | D     | Francesco Gabrielli |
|    | Italia (bandiera) | A     | Mario Giovannetti   |

| N. |                   | Ruolo | Calciatore          |
| -- | ----------------- | ----- | ------------------- |
|    | Italia (bandiera) | A     | Fedele Gualandri    |
|    | Italia (bandiera) | D     | Massimo Luperini    |
|    | Italia (bandiera) | C     | Patrizio Marchi     |
|    | Italia (bandiera) | C     | Luciano Miani       |
|    | Italia (bandiera) | C     | Aldo Piccoli        |
|    | Italia (bandiera) | D     | Fabrizio Rapalini   |
|    | Italia (bandiera) | P     | Alvaro Ricoveri     |
|    | Italia (bandiera) | D     | Agostino Schiaretta |
|    | Italia (bandiera) | P     | Pietro Tomei        |
|    | Italia (bandiera) | A     | Nevio Vinciarelli   |